# Cornetti alla vaniglia
I cornetti alla vaniglia (in tedesco: Vanillekipferl) sono un biscotto natalizio diffuso in Austria, Germania, Boemia, Ungheria, Slovacchia e Alto Adige.

## Descrizione
Si tratta di una pasta frolla realizzata con farina, burro, zucchero, mandorle tritate, e aromatizzata alla vaniglia. Alcune ricette prevedono l'aggiunta del tuorlo, altre dell'uovo intero. Spesso, inoltre, in luogo delle (o in aggiunta alle) mandorle si utilizzano nocciole tritate.
L'impasto così ottenuto viene suddiviso poi in bastoncini, piegati a dare la forma di cornetto. Una volta sfornati vengono ricoperti di zucchero a velo.